# Octotemnus mandibularis
Octotemnus mandibularis là một loài bọ cánh cứng trong họ Ciidae. Loài này được Gyllenhal miêu tả khoa học năm 1813.